# 永昌县
永昌县是中华人民共和国甘肃省金昌市下属的一个县。

## 歷史
縣名起源，當初的命名是希望「永遠昌盛」。
元至元15年，元朝政府設置永昌路。
明朝建立後，改編為永昌衛。
清雍正3年，属凉州府，改編為永昌縣至今。

## 古驪靬縣
蘭州大學歷史系教授陳正義、關亨於1990年代研究發現祁連山腳者來寨（今永昌县焦家庄乡骊靬村）的「者來寨人」，貌似歐洲人，為古羅馬第一軍團失蹤之謎的假設發生地。另外，當地亦是吐谷渾的後裔在亡國後的聚居地。

## 行政区划
永昌县下辖9个镇、1个乡：
城关镇、河西堡镇、新城子镇、朱王堡镇、东寨镇、水源镇、红山窑镇、焦家庄镇、六坝镇和南坝乡。

## 交通
- 312国道、 570国道